# Álex Somoza
Alexandre Somoza Losada (Andorra la Vella, 7 marzo 1986) è un ex calciatore andorrano, di ruolo centrocampista.